# Reguliere functie
In de algebraïsche meetkunde, een deelgebied van de wiskunde, is een reguliere functie een functie die een algebraïsche variëteit {\displaystyle V} afbeeldt op het lichaam (Ned) / Veld (Be) {\displaystyle K} waarover {\displaystyle V} is gedefinieerd.